# Rihards Snikus
Rihards Snikus (25 de marzo de 1988) es un jinete letón que compite en la modalidad de doma adaptada. Ganó cuatro medallas en los Juegos Paralímpicos de Verano, dos platas en Tokio 2020 y dos oros en París 2024.

## Palmarés internacional
| Juegos Paralímpicos | Juegos Paralímpicos | Juegos Paralímpicos | Juegos Paralímpicos                  |
| Año                 | Lugar               | Medalla             | Categoría                            |
| ------------------- | ------------------- | ------------------- | ------------------------------------ |
| 2020                | Tokio (Japón)       | Medalla de plata    | Doma individual grado I              |
| 2020                | Tokio (Japón)       | Medalla de plata    | Doma individual estilo libre grado I |
| 2024                | París (Francia)     | Medalla de oro      | Doma individual grado I              |
| 2024                | París (Francia)     | Medalla de oro      | Doma individual estilo libre grado I |